# Thomas Alva Edison

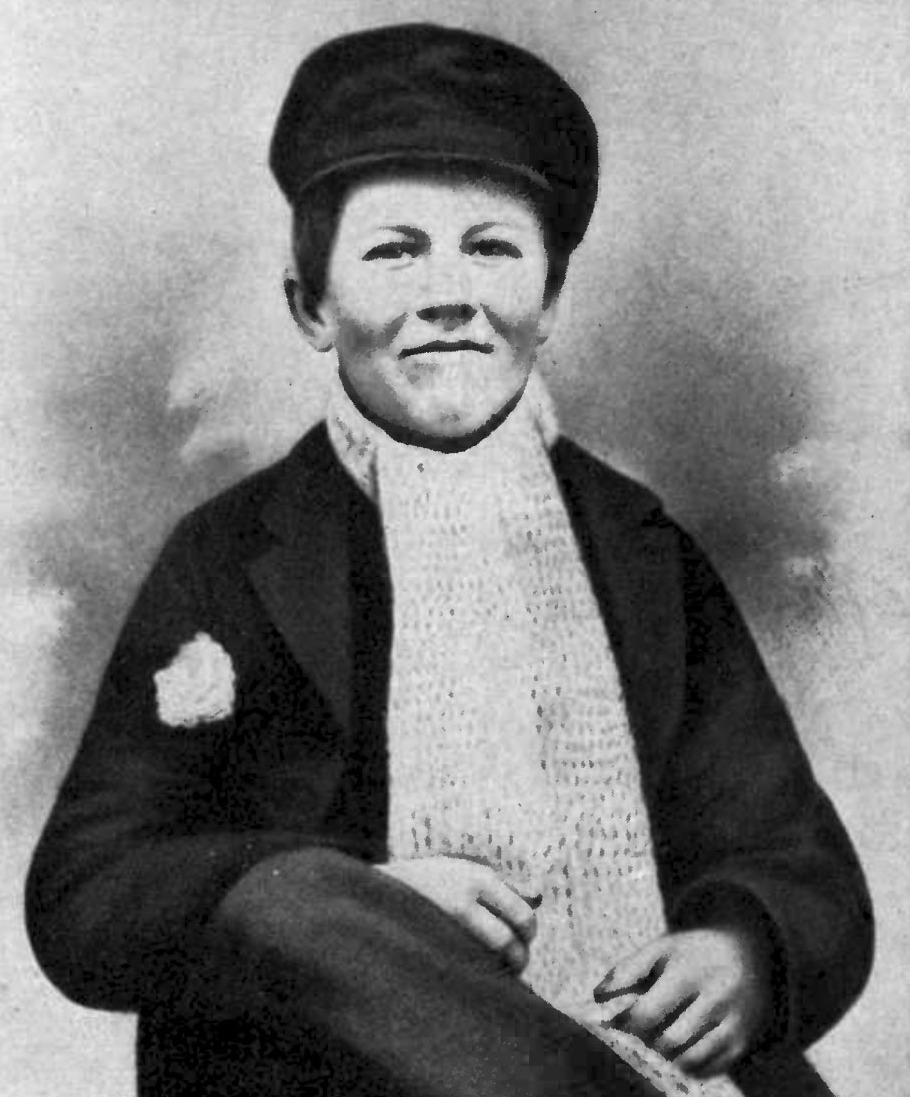
Młody Edison

Thomas Alva Edison (ur. 11 lutego 1847 w Milanie, zm. 18 października 1931 w West Orange) – amerykański wynalazca, przedsiębiorca. Dorobek założonych i administrowanych przez niego laboratoriów to ponad 1000 patentów, z których wystawionych na jego nazwisko jest w Stanach Zjednoczonych 1093, a poza nimi 1239, w większości podobnych do patentów amerykańskich. Założyciel prestiżowego czasopisma naukowego Science (1880).
Samouk, od 1927 członek Narodowej Akademii Nauk w Waszyngtonie. Wśród wynalazków: udoskonalenie telefonu Bella przy użyciu cewki indukcyjnej i mikrofonu węglowego, fonograf (1877), opatentował żarówkę elektryczną (1879), w latach 1891–1900 pracował nad udoskonaleniem magnetycznej metody wzbogacania rud żelaza, w 1883 odkrył emisję termoelektronową, w 1904 zbudował akumulator zasadowy niklowo-żelazowy. Zorganizował w Menlo Park pierwszy na świecie instytut badań naukowo-technicznych, w 1881–1882 zbudował w Nowym Jorku pierwszą na świecie elektrownię publicznego użytku, był właścicielem wielu przedsiębiorstw w Ameryce Północnej i Europie.
Wiele kontrowersji wzbudzały jego metody egzekwowania swoich praw patentowych. Kwestionowane jest również jego autorstwo części z przypisywanych mu wynalazków.

## Życiorys

### Dzieciństwo
Urodził się w średnio zamożnej rodzinie o korzeniach holenderskich w miasteczku Milan w stanie Ohio niedaleko jeziora Erie. Ojciec, Samuel Ogden Edison, miał przedsiębiorstwo zajmujące się handlem drewnem budowlanym. Jego matka, Nancy Matthews Elliott, urodziła przed nim sześcioro dzieci, z których troje zmarło, dlatego była obawa, że on też może nie przeżyć. Dostał imię Thomas, które było często nadawane w jego rodzinie, na drugie ojciec sam wybrał mu imię Alva, aby upamiętnić swojego przyjaciela, z którym prowadził interesy. Tym właśnie imieniem nazywano najmłodsze dziecko, używając zdrobniałej formy Al.
Gdy miał 7 lat jego rodzina przeniosła się do miasteczka Port Huron nad jeziorem Huron. Niedługo potem Edison zaraził się szkarlatyną i poważnie zachorował. Chłopiec zaczął uczęszczać do szkoły mając 8 lat. Lubił zdobywać wiedzę na własną rękę, a w szkole nauczyciel starał się wpoić mu na siłę wiadomości, których mimo obawy przed chłostą nie potrafił zapamiętać. Dociekliwe pytania, które zwykle zadawał, wywoływały tylko gniew nauczyciela. Stał się najgorszym uczniem w klasie i po trzech miesiącach usłyszał, jak nauczyciel mówił o nim niezbyt dobre rzeczy. Zły na nauczyciela wybiegł ze szkoły i nie chciał do niej wrócić. Przez jakiś czas uczęszczał jeszcze nieregularnie do innych szkół. Uczył się przeważnie sam w domu czytając książki. W wieku dziewięciu lat przeczytał książkę, w której były opisane proste eksperymenty. Był tak zafascynowany jej treścią, że wykonał wszystkie eksperymenty w niej opisane. Później urządził w swoim pokoju małe laboratorium i zaczął wymyślać własne, wykorzystując dostępne składniki. W jednym ze swoich eksperymentów sprawdzał na swoim koledze reakcję organizmu człowieka po połknięciu dużej ilości proszku do robienia napoju musującego. Myślał, że proszek ten wytworzy w żołądku kolegi gaz, dzięki któremu uniesie się on w powietrze podobnie jak balon. W innym doświadczeniu został podrapany przez koty, kiedy do ich ogonów podłączył przewody, aby wytworzyć ładunek elektryczny poprzez ocieranie kotów o siebie. Kiedy niechcący zniszczył meble, jego matka rozgniewała się i kazała mu przenieść się do piwnicy. Tam mały Al dalej przeprowadzał eksperymenty powodując eksplozje i grzmoty, które wstrząsały domem i wywoływały złość ojca. Nancy uspokajała go jednak mówiąc, że wie co robi.
W wieku 10 lat stał się miejscowym ekspertem od telegrafu uruchamiając samodzielnie urządzenie telegraficzne na stacji kolejowej w swoim miasteczku. W tym samym czasie został też wyrzucony z miejscowej szkoły podstawowej, gdyż zdaniem nauczyciela zadawał za dużo pytań i odmawiał wykonywania wielu prac domowych, które sam uznał za zbędną stratę czasu. Od tego czasu Thomas uczył się już wyłącznie sam i nigdy nie uczęszczał już do żadnej „oficjalnej” szkoły. Jego edukacją zajął się osobiście ojciec, który był komiwojażerem i zabierał syna na wspólne trasy objazdowe po Stanach Zjednoczonych i Kanadzie.
Gdy miał 12 lat, została wybudowana kolej łącząca miasteczko Port Huron z miastem Detroit, dzięki czemu zauważył możliwość zarobienia pieniędzy. Decyzję o rozpoczęciu pracy podjął, ponieważ jego rodzina cierpiała na brak pieniędzy oraz potrzebował gotówki na swoje kosztowne hobby. W otrzymaniu pierwszej pracy pomógł mu ojciec, który załatwił mu zajęcie sprzedawcy gazet w pociągu relacji Port Huron-Detroit. Żeby zwiększyć zarobek oprócz gazet sprzedawał również napoje chłodzące i słodycze. Wolny czas spędzał w bezpłatnej bibliotece w Detroit, gdzie wypożyczał również książki, które czytał podczas podróży pociągiem. Miał swoje miejsce w wagonie bagażowym, w którym po jakimś czasie zaczął przeprowadzać eksperymenty. Niestety podczas jednego z nich Edison wywołał pożar w wagonie i poparzony konduktor wyrzucił jego przyrządy z pociągu.
W 1861 wybuchła wojna secesyjna, podczas której zginęło i zostało rannych ponad milion osób. Wiadomości z frontu były opisywane w gazetach sprzedawanych przez Edisona, co przyczyniło się do wzrostu jego zarobków. Aby mieć pewność, że sprzeda wszystkie gazety, zapoznawał się z próbną odbitką najważniejszych informacji, jakie miały zostać wydrukowane w danym dniu. Gdy były w nich ważne wiadomości, wówczas zabierał odpowiednio więcej gazet.
W wieku 15 lat brał udział w groźnym wypadku kolejowym, na skutek którego utracił częściowo słuch i przestał jeździć z ojcem po kraju. Zajął się za to budową własnego laboratorium, w którym rozpoczął eksperymenty z telegrafem i innymi sposobami przesyłania informacji za pomocą prądu.
W wieku 16 lat Thomas był już jednym z najbardziej znanych amerykańskich ekspertów w dziedzinie telegrafii, dzięki wynalazkowi umożliwiającemu podłączenie sześciu urządzeń telegraficznych do jednego przewodu przesyłowego.

### Menlo Park

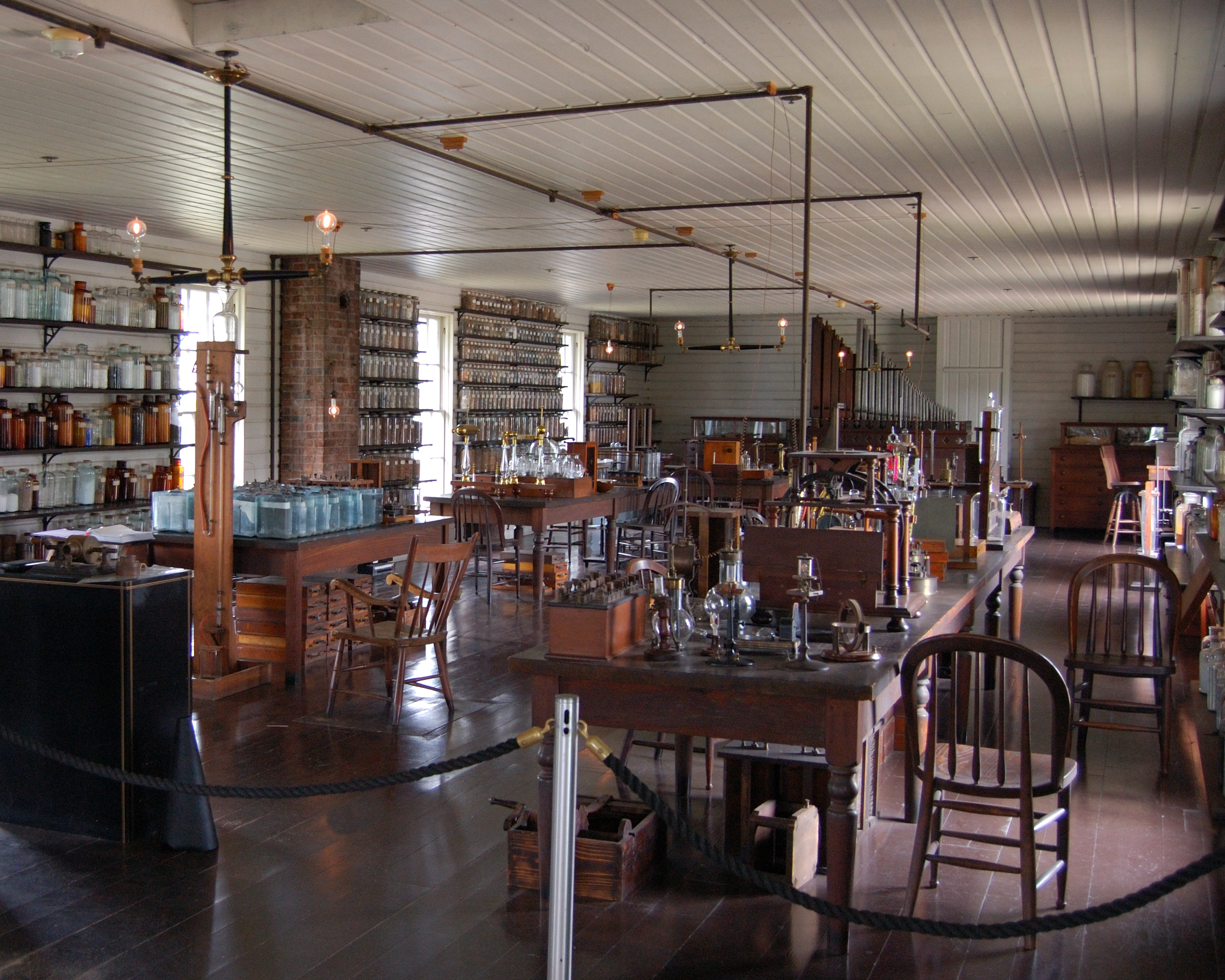
Laboratorium Edisona w Menlo Park, przeniesione do Greenfield Village

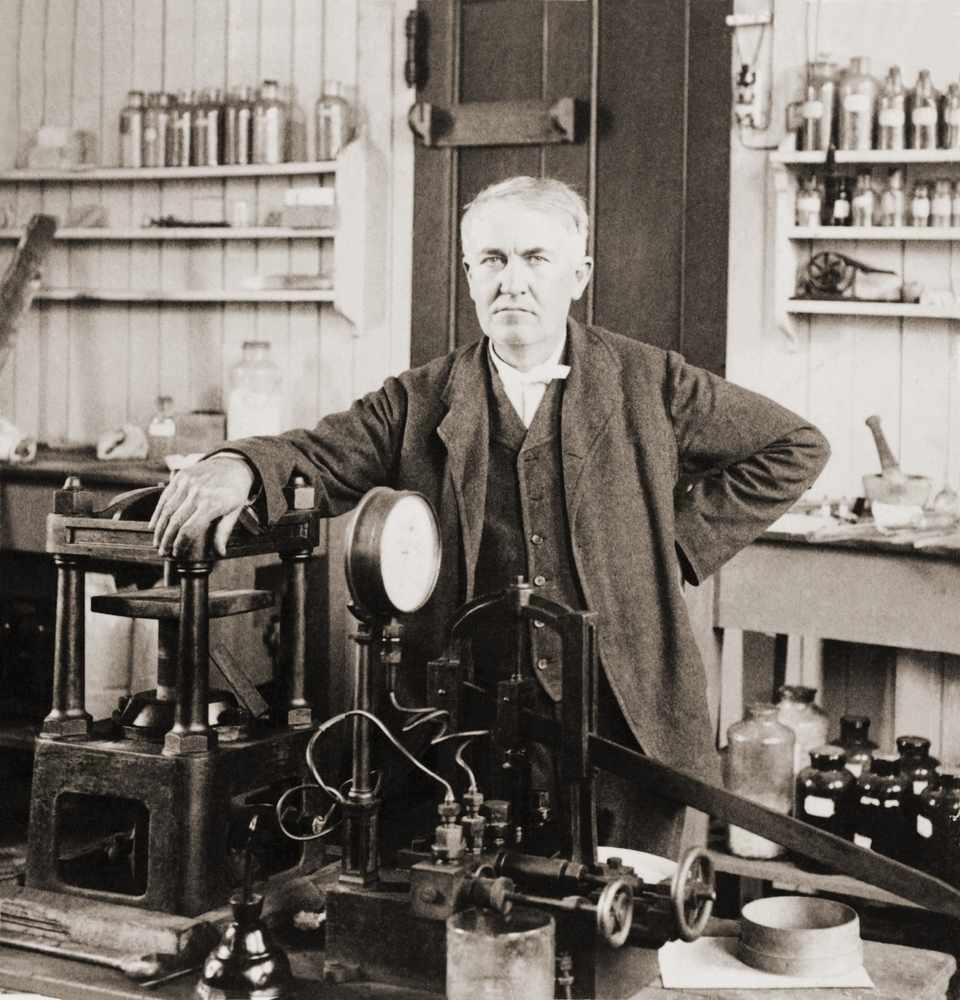
Edison w laboratorium (1901)

W wieku 21 lat Thomas ostatecznie usamodzielnił się przeprowadzając do Bostonu, gdzie został zatrudniony w Towarzystwie Telegraficznym Western Union. W Bostonie mieli swoje przedsiębiorstwa i pracownie najlepsi inżynierowie amerykańscy. Dzięki wielu sklepom można było nabyć wszystkie potrzebne składniki i narzędzia do przeprowadzania eksperymentów. W jednym z nich Thomas kupił dzieła Michaela Faradaya. W sklepie elektrycznym Charlesa Williamsa na Court Street wynalazcy tacy jak on założyli nieoficjalny klub. Poznał w nim Williamsa i przeniósł swoje laboratorium do jego fabryki.
Zaproponował miejscowej gazecie „Boston Daily Telegraph” skonstruowanie na bazie telegrafu urządzenia automatycznie drukującego aktualne kursy akcji. Urządzenie to okazało się pełnym sukcesem, a Thomas sprzedał swój wynalazek giełdom i gazetom w Bostonie i Nowym Jorku, zarabiając na tym astronomiczną kwotę 40 tysięcy dolarów.
Za te pieniądze otworzył laboratorium – pierwszą na świecie „fabrykę wynalazków” w Menlo Park w stanie New Jersey (obecnie nazwane jego imieniem), której zadaniem było „tworzenie jednego przełomowego wynalazku co pół roku i jednego mniej istotnego co 10 dni”. Oprócz własnych pomysłów realizował tam też zlecenia „wynalazków na żądanie”, tzn. rozwiązywania konkretnych problemów technicznych, z którymi nikt wcześniej nie mógł sobie poradzić. Interes rozwijał się świetnie i po dwóch latach laboratorium zatrudniało sześćdziesięciu pracowników.

### Edison Electric Light Company
W 1886, po udoskonaleniu żarówki, Edison przekonał finansistę J.P. Morgana i bardzo zamożną rodzinę Vanderbiltów do założenia przedsiębiorstwa o nazwie Edison Electric Light Company, które w 1911 roku zostało połączone z kilkunastoma firmami działającymi w branży elektrycznej, tworząc spółkę kapitałową General Electric. Przedsiębiorstwo Edison Electric Light Company zbudowało pierwszą na świecie elektrownię oraz pierwszy elektryczny miejski system oświetleniowy.

### West Orange Lab
W 1887 r. Edison otworzył dodatkowe laboratorium w West Orange w stanie New Jersey, gdzie rozrosło się ono do ogromnego centrum laboratoryjnego, składającego się z kilku budynków. W grudniu 1914 r. wybuchł wielki pożar, który strawił część budynków. W roku 1915 Edison je odbudował. Obecnie mieści się tam muzeum.

## Życie prywatne

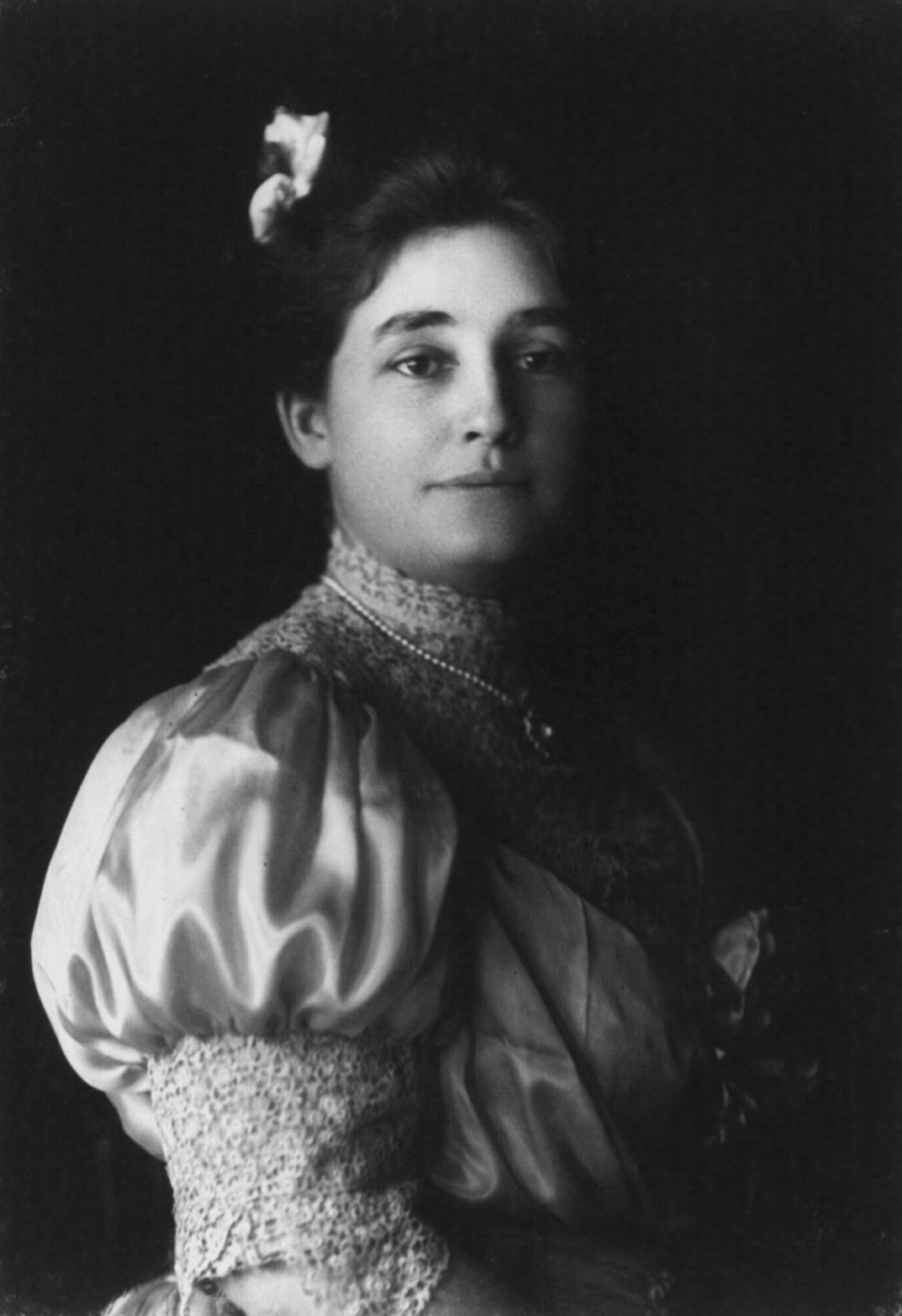
Mina Edison, druga żona Thomasa Edisona

25 grudnia 1871 Edison ożenił się z szesnastoletnią Mary Stilwell, którą spotkał dwa miesiące wcześniej w jednym ze swych sklepów. Miał z nią troje dzieci:
- Marion Estelle Edison (1873–1965), którą nazywano „Dot”.
- Thomas Alva Edison Jr. (1876–1935), którego nazywano „Dash”.
- William Leslie Edison (1878–1937) wynalazca, absolwent Sheffield Scientific School w New Haven (obecnie część Uniwersytetu Yale, 1900).

Mary Edison zmarła 9 sierpnia 1884, prawdopodobnie z powodu guza mózgu.
24 lutego 1886, w wieku 39 lat, Edison ożenił się z dwudziestoletnią Miną Miller w miejscowości Akron, Ohio. Była córką wynalazcy Lewisa Millera, dobroczyńcy i współzałożyciela Chautauqua Institution. Z nią również miał troje dzieci:
- Madeleine Edison (1888–1979); wyszła za mąż za Johna Eyre Sloane
- Charles Edison (1890–1969); przejął firmę po śmierci ojca. Został również wybrany gubernatorem stanu New Jersey. Charles objął kierownictwo nad eksperymentalnymi laboratoriami ojca w West Orange.
- Theodore Edison (1898–1992); opatentował ponad 80 swoich wynalazków.

Mina przeżyła Thomasa Edisona. Zmarła 24 sierpnia 1947.

## Wynalazki

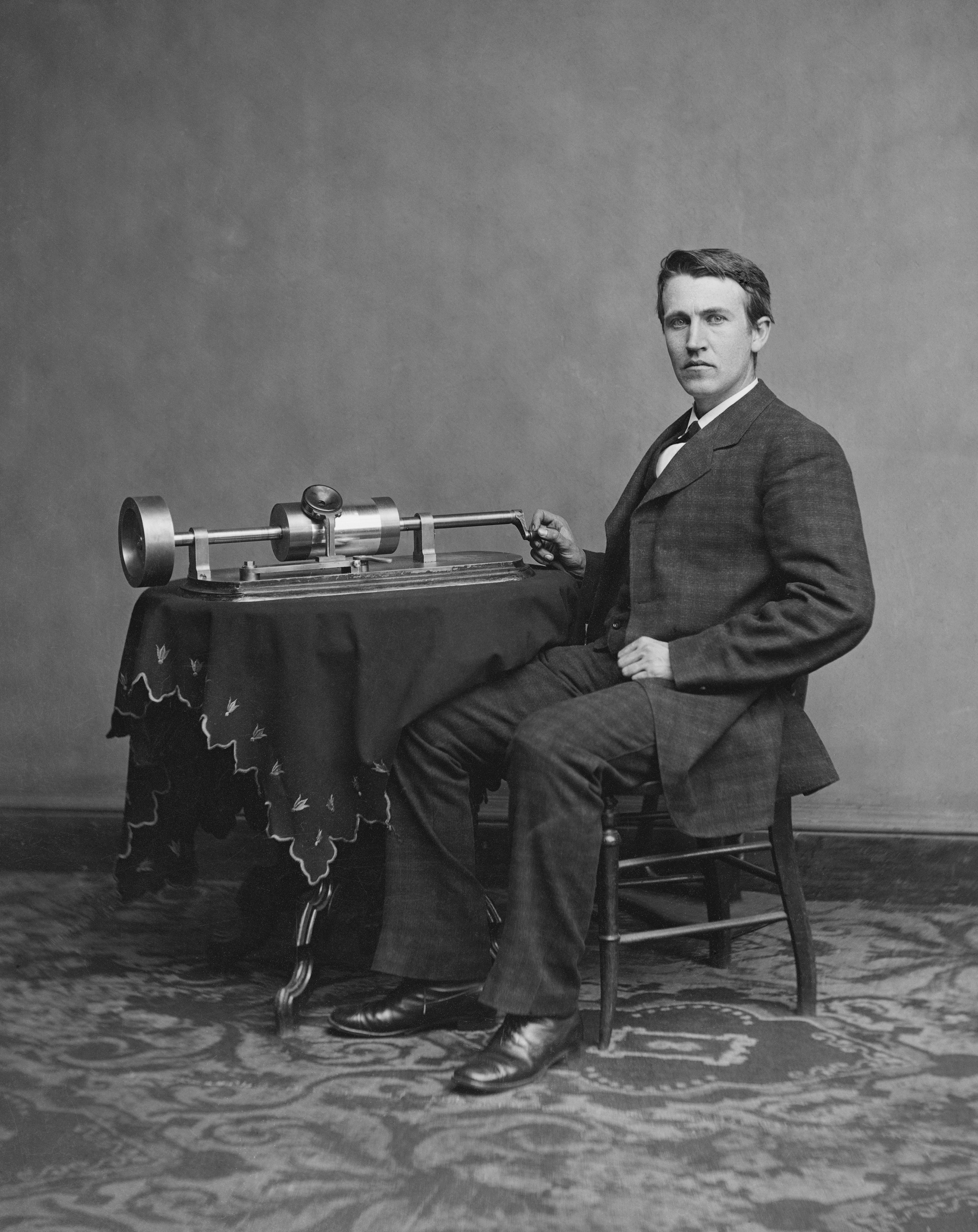
Thomas Edison z fonografem

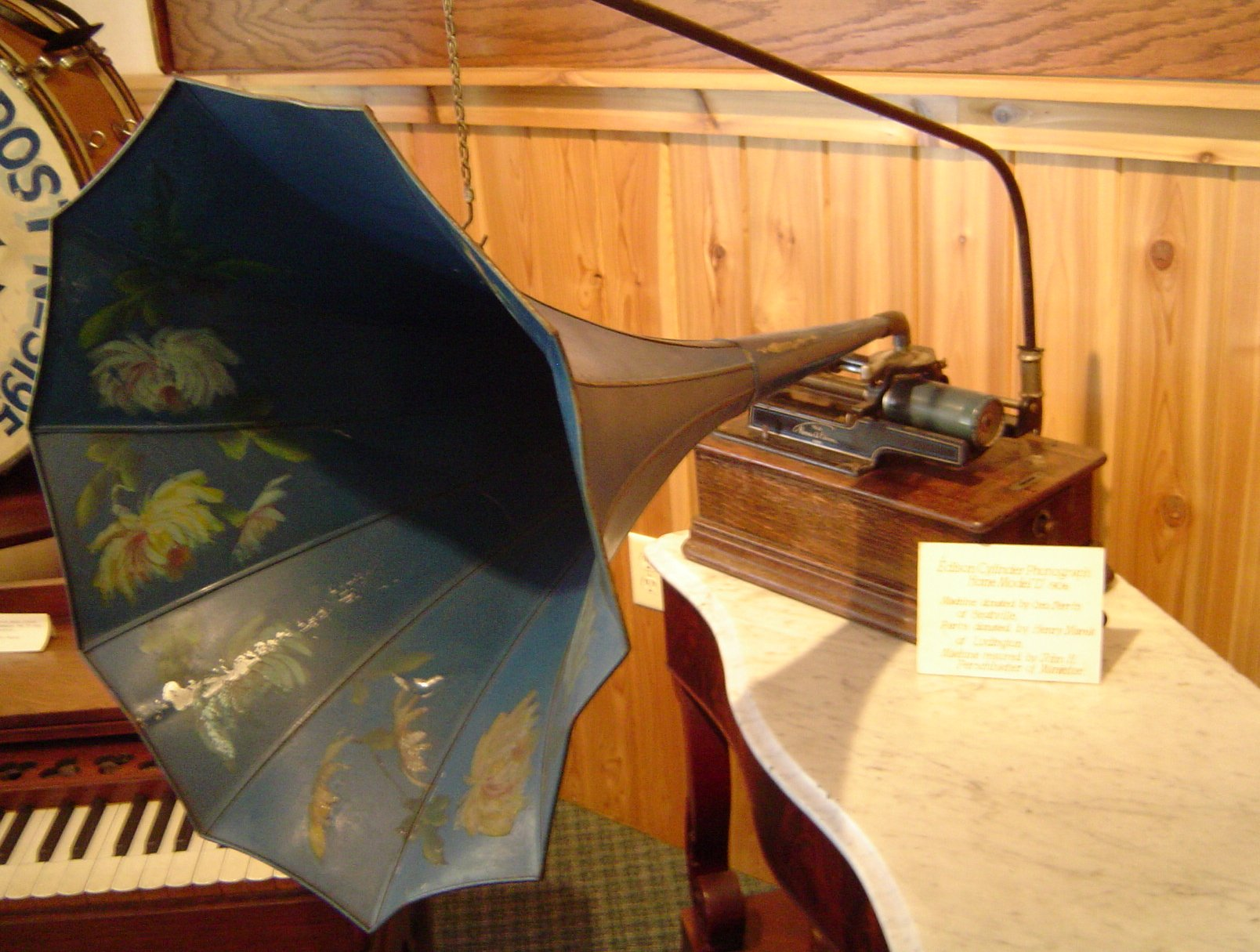
Fonograf Edisona

W laboratoriach w Menlo Park i West Orange powstały następujące ważniejsze wynalazki:
- fonograf
- silnik prądu stałego
- prądnica prądu stałego
- oscyloskop
- płyta gramofonowa
- perforowana taśma filmowa
- kamera filmowa z jednoczesną rejestracją dźwięku na taśmie filmowej
- projektor filmowy do filmów dźwiękowych
- betoniarka
- kombajn zbożowy
- chłodziarka
- suche baterie alkaliczne
- dyktafon
- pióro elektryczne
- pierwsza na świecie guma syntetyczna tzw. buna.
- krzesło elektryczne
- wyrzynarka do wewnętrznego wyrzynania